# Pseudomyrmecinae
Pseudomyrmecinae M.R.Smith, 1952 è una sottofamiglia di insetti imenotteri della famiglia Formicidae.

## Descrizione
Le Pseudomyrmecine si riconoscono per gli occhi molto grandi e per il primo segmento delle antenne relativamente corto, meno di 3/4 della lunghezza della testa; hanno inoltre un pungiglione ben sviluppato. Il pronoto e il mesonoto delle operaie sono nettamente distinti e articolati.

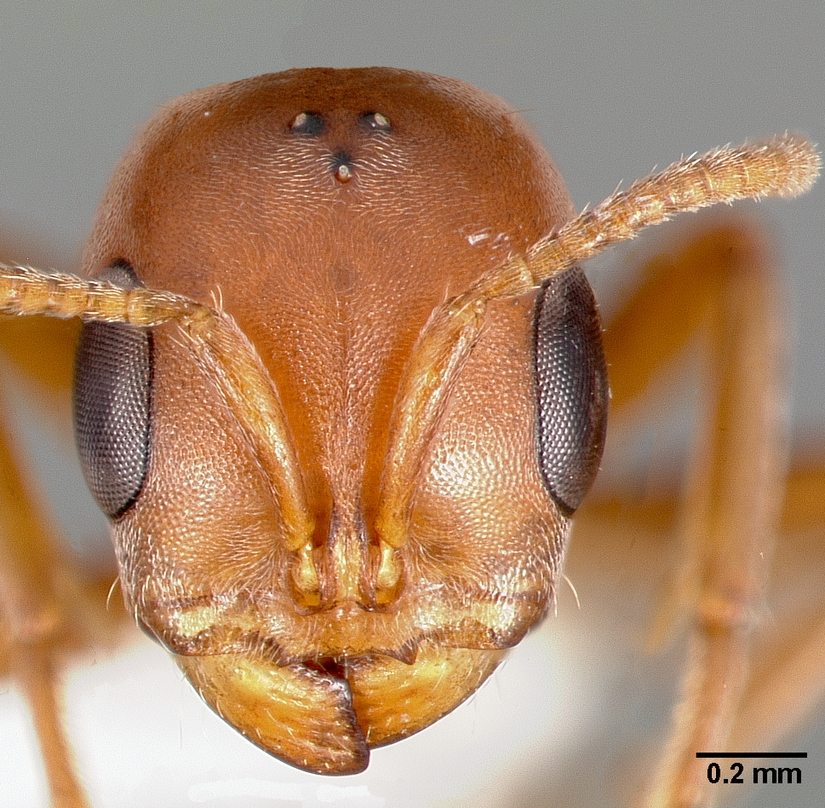
Operaia di P. spinicola vista frontale della testa
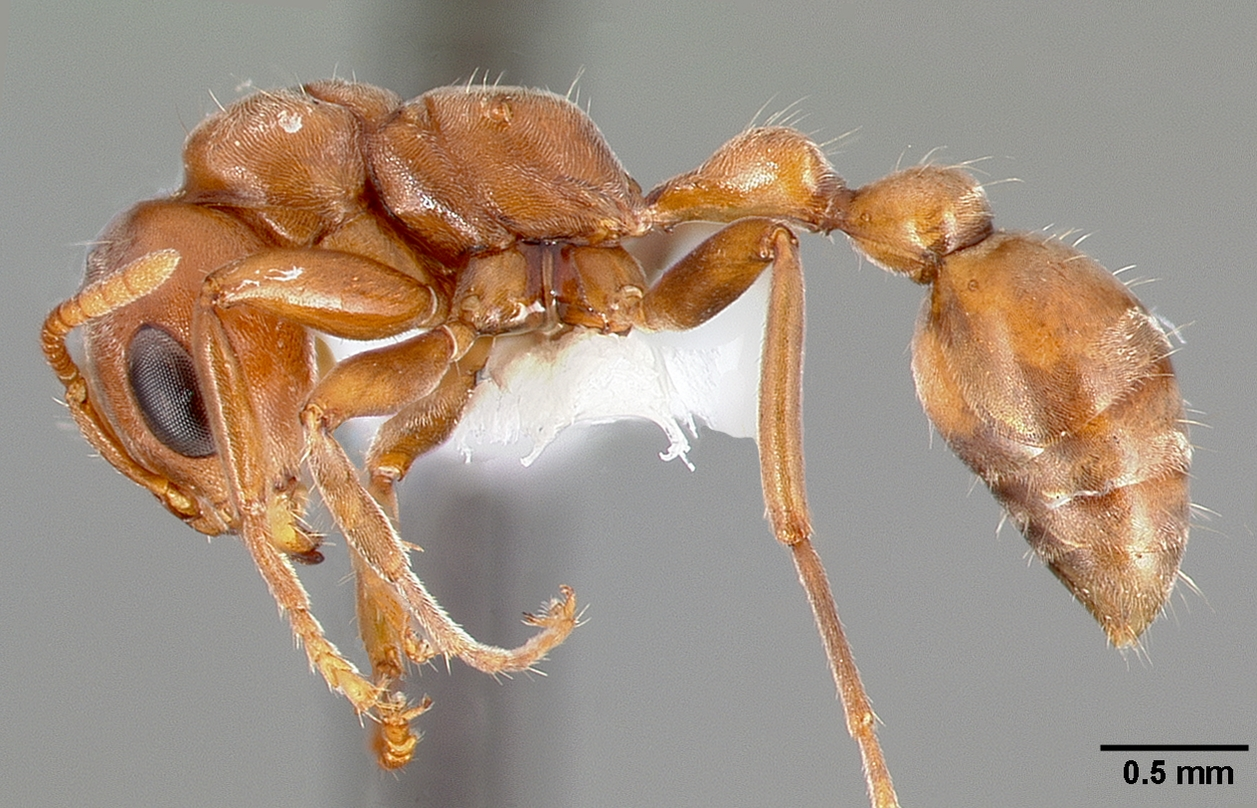
vista laterale del corpo

Le larve possiedono una sacca sulla superficie ventrale del torace, detta trophothylax, in cui le operaie depongono il cibo.

## Biologia
Sono formiche prevalentemente arboricole, che costruiscono i loro nidi in cavità preformate nel legno, quali il midollo di ramoscelli secchi o gallerie scavate nel legno da altri insetti. Un gran numero di specie (circa il 20% di quelle note) dipendono da piante mirmecofile che offrono loro ospitalità all'interno di cavità dedicate (domazie), come per esempio le stipole di alcune specie di Acacia o i piccioli foliari di alcune specie di Tachigali e Triplaris.

## Tassonomia
La sottofamiglia Pseudomyrmecinae comprende i seguenti generi:
- Myrcidris Ward, 1990 (1 specie)
- Pseudomyrmex Lund, 1831 (circa 295 spp.)
- Tetraponera F. Smith, 1852 (circa 195 spp.)

Dati molecolari e morfologici sostengono l'ipotesi di una relazione cladistica tra Pseudomyrmecinae e Myrmeciinae, il che comporterebbe un'origine africana risalente al Cretaceo, con successiva dispersione dall'Africa al Sud America.

## Distribuzione e habitat
La sottofamiglia ha una distribuzione prevalentemente pantropicale: il genere Pseudomyrmex è ampiamente diffuso nel Nuovo Mondo,  il genere Tetraponera nel Vecchio Mondo (Africa, Madagascar, India, sudest asiatico, Australia), mentre Myrcidris è ristretto al Brasile.
La maggior parte delle specie vivono nelle foreste tropicali e nella savana.